# Aeroportul Braga
Aeroportul Braga (IATA: BGZ, ICAO: LPBR) este un aeroport din Palmeira⁠(d), Braga, Districtul Braga, Portugalia ce deservește zona Braga. A fost deschis în 1929 și numit după zona deservită.
Situat la o altitudine de 74 m, aeroportul dispune de o singură pistă. Este operat de ANA – Aeroportos de Portugal⁠(d).